# Dare (EP av The Mary Onettes)
Dare är en EP av The Mary Onettes, utgiven 2009 på skivbolaget Labrador. Skivan utgavs senare samma år i Japan av Every Conversation Records med ytterligare ett spår. Den japanska utgåvan kom i en limiterad upplaga om 300 exemplar och gavs ut som 7"-vinyl.
Titelspåret "Dare" kom liksom "God Knows I Had Plans" senare att ingå på gruppens andra studioalbum Islands, som utgavs senare samma år. Låten "Kicks" var tidigare outgiven. Den japanska utgåvan innehöll även låten "Slow", vilken sedan tidigare fanns inkluderad på gruppens första studioalbum The Mary Onettes (2007).

## Låtlista
Alla låtar är skrivna av Philip Ekström.

### Den svenska utgåvan
1. "Dare"
2. "Kicks"
3. "God Knows I Had Plans"

### Den japanska utgåvan

#### Sida A
1. "Dare"
2. "Kicks"

#### Sida B
1. "God Knows I Had Plans"
2. "Slow"

### Fotnoter
1. 1 2  ”The Mary Onettes”. Discogs.com. http://www.discogs.com/Mary-Onettes-Dare/release/2674058. Läst 18 februari 2012.
2. ↑  ”The Mary Onettes”. Svensk mediedatabas. Arkiverad från originalet den 25 januari 2025. https://web.archive.org/web/20250125152730/https://smdb.kb.se/catalog/search?q=the+mary+onettes+typ%3Afonogram&sort=OLDEST. Läst 18 februari 2012.